# Mỏ Ševčiny
Mỏ Ševčiny (tiếng Séc: Ševčinský důl, hay còn gọi là důl Ševčiny hoặc šachta císaře Františka Josefa I hoặc francšachta) là một mỏ quặng chì và bạc đã không còn hoạt động ở Březové Hory, Cộng hòa Séc. Ngày nay, mỏ Ševčiny đã trở thành một di tích quốc gia của Cộng hòa Séc và được quản lý bởi bảo tàng Khai thác mỏ Příbram. Mỏ được đặt tên theo mạch Ševčiny, đây là một trong những mạch khoáng sản quan trọng nhất tại Březové Hory. Độ sâu tối đa đạt được tại mỏ Ševčiny là 1108,2 mét vào năm 1914. Mỏ bao gồm 35 tầng và giống như hầu hết các mỏ trong cùng khu vực, đều được kết nối với đường hầm Dědičná.

## Lịch sử
Mỏ Ševčiny được thành lập vào năm 1813 theo sự khuyến khích của một cơ quan khai thác mỏ cấp cao. Theo đó, cơ quan này đã đề xuất rằng nên đào một hố mới trên mạch Martyrs (Mučednická žíla). Từ năm 1600, khu vực này đã tồn tại sẵn một trục máy bơm. Vì mạch dẫn thẳng đứng từ trên xuống dưới, nên chỉ có một số đường hành lang ở trục ngang mới phải điều khiển.
Thời kỳ hoàng kim của mỏ Ševčiny là vào nửa sau thế kỷ 19. Năm 1878, độ sâu đạt được của mỏ là 433,3 mét. Năm 1880, một động cơ chạy bằng hơi nước được lắp đặt tại mỏ, cho phép khai thác được từ độ sâu lớn hơn. Điều này dẫn đến việc xây dựng thêm các tòa nhà chức năng vào những năm từ 1879 đến 1880. Độ sâu lớn nhất đạt được của mỏ Ševčiny là 1092,1 mét ở tầng 32. Năm 1884, một tuyến đường sắt khai thác mỏ khổ hẹp đã được thành lập để kết nối mỏ Ševčiny với các nhà máy xử lý tại mỏ Vojtěch.
Vào năm 1910, hoạt động khai thác mỏ Ševčiny đã bị ngừng lại vì lý do kinh tế, mặc dù mỏ vẫn thỉnh thoảng được khai thác trong thế kỷ 20.

## Hiện tại
Năm 1978, sau khi việc khai thác ở Březové Hory bị đình chỉ, hoạt động khai thác mỏ cũng theo đó bị ngừng lại. Năm 1989, lối vào mỏ đã bị lấp lại. Từ năm 1978 đến 1979, mỏ Ševčiny trở thành nền tảng của bảo tàng Khai thác mỏ Příbram mới được thành lập. Khu phức hợp mỏ Ševčiny bao gồm:
- Tòa nhà trục
- Phòng động cơ (bộ tăng áp khai thác), tháp giếng mỏ
- Phòng trưng bày
- Cáchovna (1880) – trưng bày triển lãm lịch sử khai thác mỏ
- Ròng rọc có thời Trung Cổ và tháp chuông của thợ mỏ
- Spa của thợ mỏ

Mặc dù có kích thước tương đối nhỏ nhưng tòa nhà trục với tháp khai thác trong khu phức hợp mỏ Ševčiny vẫn được xem như một "viên ngọc quý" trong kiến trúc công nghiệp ở Trung Âu. Những công trình này được cho là đẹp và được bảo tồn tốt nhất tại Trung Âu.

## Công nhận
Mỏ Ševčiny được công nhận là di tích quốc gia của Cộng hòa Séc vào năm 1958 và được thêm vào danh sách di tích văn hóa quốc gia vào năm 2014 như một phần của Quần thể Di tích Khai thác mỏ ở Březové Hory.